# Basketbal
Basketbal, česky též košíková, je kolektivní míčový sport, ve kterém se dva týmy s pěti hráči snaží získat co nejvíce bodů vhazováním míče do obroučky basketbalového koše a zabránit protihráčům, aby body získali. K přiblížení se ke koši využívají vzájemných přihrávek nebo individuálního pohybu. Pohyb hráče s míčem probíhá pouze za pomoci driblinku jednou rukou o podlahu. Trefení koše při hře má hodnotu dvou bodů, z delší vzdálenosti (vyznačené čárou) tří bodů, tzv. trestný hod je za jeden bod.
Hru vytvořil v roce 1891 Dr. James Naismith pro zpestření zimní sportovní přípravy svých studentů. I přes to, že se v původní podobě jednalo o nepříliš dynamický sport (pravidla neumožňovala pohyb s míčem), získal si brzy značnou popularitu a rychle se rozšířil nejen po Spojených státech. V roce 1932 byla založena Mezinárodní basketbalová federace (International Basketball Federation). V roce 1936 byl basketbal zařazen na pořad olympijských her a od roku 1976 se koná na OH i ženský basketbalový turnaj. 

## Historie

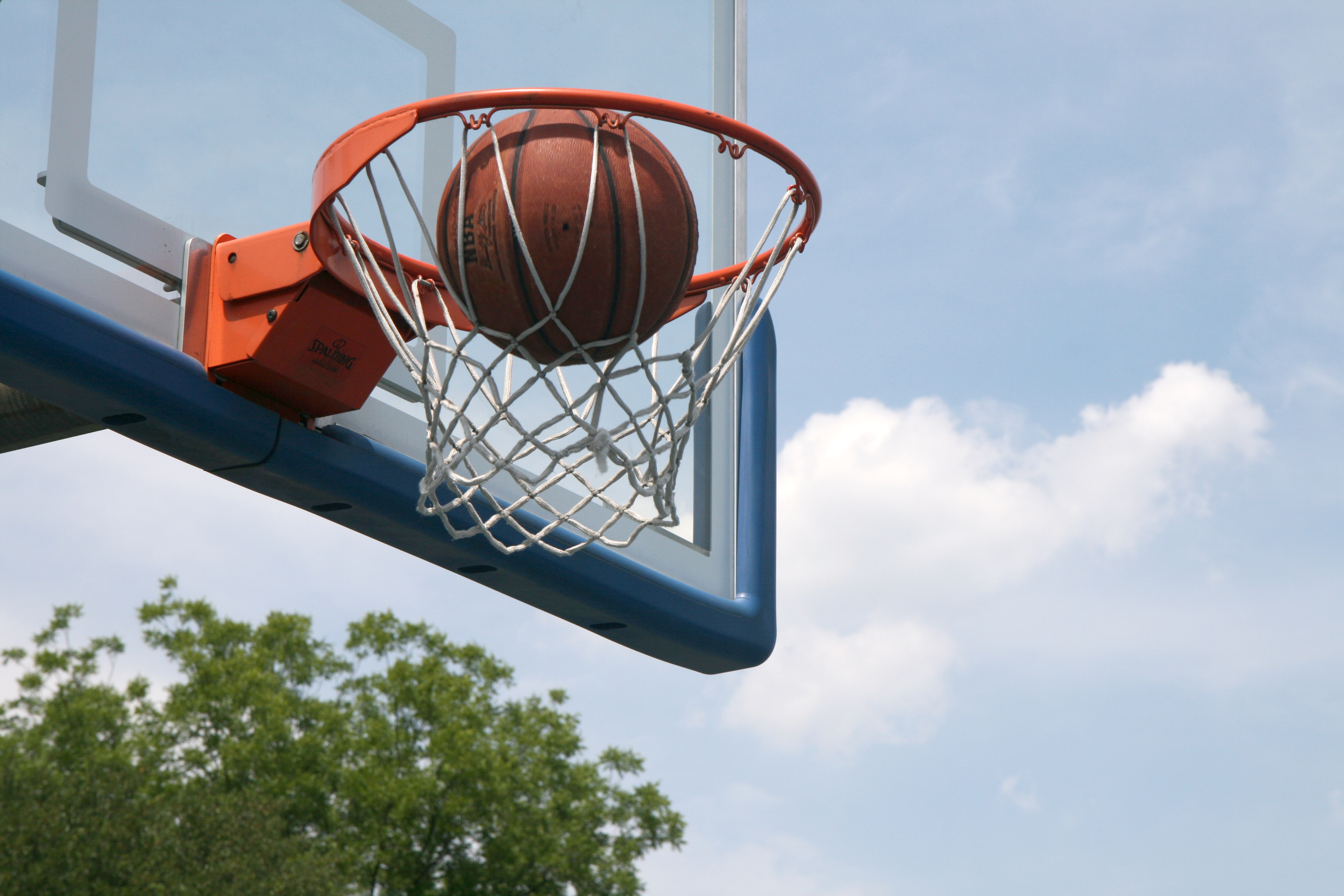
Basketbalový koš

V roce 1891 pracoval Dr. James Naismith jako učitel tělesné výchovy na Springfieldské YMCA International Training School. Byl požádán, aby se pokusil vymyslet kolektivní sport, který by mohl být v čase nepříznivého počasí provozován v tělocvičně. 1. prosince James Naismith představil svým studentům novou hru, jejíž pravidla shrnul do 13 bodů. Na protilehlé strany tělocvičny přibili ve výšce 10 stop koše na sběr broskví, k nim přistavil žebříky a dva žáky pověřil vyndáváním míče z košů. Naismith vysvětlil pravidla osmnácti žákům své třídy a vyzval Franka Mahana a Duncana Pattona, aby si vybrali osm spoluhráčů a stranu, kdo kam bude hrát. R. Chase proměnil střelecký pokus ze střední části hřiště a historicky první zápas skončil výsledkem 1:0.
U studentů si nový sport okamžitě získal oblibu a i z dalších škol brzy začaly chodit dotazy na pravidla. To vedlo k jejich vydání ve školním časopisu „Triangle“ 15. ledna 1892.
Záhy se sport rozšířil i mimo území USA. V roce 1893 se hrál ve Francii, 1896 v Brazílii, 1897 v Čechách a na Moravě, 1900 v Austrálii, Číně, Japonsku, 1901 v Íránu.

## NBA
Americká NBA je nejprestižnější basketbalovou ligou světa. Vznikla v roce 1946, nejúspěšnějšími kluby její historie jsou Boston Celtics a Los Angeles Lakers. V současnosti hraje v NBA 30 týmů, rozdělených do dvou konferencí, které se nazývají Western (Západní) a Eastern (Východní). Po skončení základní části postoupí nejlepších 8 týmů z každé konference do play-off. Z každého kola v play-off postupuje tým, který dosáhl 4 vítězství. Play-off má celkem 3 kola, z nichž postoupí do finále ten nejlepší tým z každé konference.

## Basketbal v českém prostředí
České veřejnosti poprvé basketbal představil učitel tělocviku Jaroslav Karásek v budově gymnázia ve Vysokém Mýtě v roce 1897, česká pravidla vyšla o rok později.
Nejvyšší česká soutěž je Kooperativa NBL (Národní basketbalová liga) mužů, kterou hraje 12 klubů, a Chance ŽBL, (Ženská basketbalová liga), ve které se utkává 11 klubů. Nižší soutěží je 1. liga jak mužů, tak žen. Dále je 2. liga, která se u mužů dělí na 3 skupiny a u žen na 2 skupiny.
V současnosti je nejúspěšnějším mužstvem ČEZ Basketball Nymburk. Mezi ženami je historicky nejúspěšnějším klubem od rozdělení republiky BK Žabiny Brno, který od roku 1996 nepřetržitě vítězil v Ženské basketbalové lize až do ročníku 2007/08 a navrch přidal i vítězství v sezóně 2009/10. V sezóně 2005/2006 navíc vyhrál nejprestižnější soutěž – Evropskou ligu. Co se týče domácích titulů, tak je dotahuje ZVVZ USK Praha, tým, který vítězí nepřetržitě od posledních titulů Žabin a zbývá jim jen jeden titul k vyrovnání jejich bilance. Navíc mají také Euroligový titul (sezóna 2014/15) a pravidelně z Euroligy vozí kvalitní výsledky. Dále Sparta Praha, která se probojovala 7× do finále Euroligy, z čehož jedenkrát zvítězila, následována týmem Gambrinus Sika Brno s třemi účastmi, z toho jednou vítěznou, a Slovan Orbis Praha, který se do finále probojoval 3×, ale ani jednou nezvítězil.
Olympijských her se československá či česká mužská basketbalová reprezentace účastnila 7× a nejlepšího umístění, 5. místa, dosáhla v roce 1960. Naposledy se však olympijského turnaje zúčastnila v roce 1980. Posledním velkým úspěchem bylo senzační šesté místo ze světového šampionátu 2019 v Číně. Ženy Československa, resp. Česka se olympijského turnaje zúčastnily 3×, v roce 2004 se umístily na 5. místě, v roce 2008 na 7. místě, stejně jako v roce 2012. V roce 2010 se umístily na mistrovství světa, pořádaném v Česku, na druhém místě za USA.
Z České republiky pochází pětice hráčů, která si zahrála slavnou NBA (National Basketball Association). Jako prvnímu se to podařilo Jiřímu Zídkovi juniorovi, jako druhý se objevil v zámoří Jiří Welsch a v letech 2011–14 i Jan Veselý, který poté hraje za Fenerbahçe Ulker Istanbul. Také Jiří Welsch a Jan Veselý si v NBA odbyli tříleté kontrakty a poté se vrátili zpět do Evropy. Další Čech, který se dostal do NBA, je Tomáš Satoranský, který nyní (2023) hraje v Barceloně. Momentálně jediný Čech v NBA je Vít Krejčí, který byl roku 2021 draftován týmem Oklahoma City Thunder, a v roce 2022 byl vyměněn do Atlanty Hawks. Aktuálně jsou kvalitní čeští hráči i v Evropě, např. Jaromír Bohačík nebo Ondřej Balvín. Mezi nejlepší české hráčky nedávné úspěšné minulosti patřily Eva Horáková – nejlepší basketbalistka Evropy 1996 a první Češka ve WNBA, Hana Horáková, Ivana Večeřová, Jana Veselá, Petra Kulichová či Eva Vítečková, ze stále aktivních pak Kateřina Elhotová.

## Parametry
Obroučka basketbalového koše o průměru 45 cm je ve výšce 3,05 metru nad zemí. Tloušťka obroučky je 2 cm a je vzdálená 13 cm od desky. Oficiální šířka desky je 180 cm a výška desky 105 cm. Oficiální délka hrací plochy měří 28 metrů a oficiální šířka je 15 metrů. Dále jsou schváleny rozměry minimálně 26 metrů na délku a 14 metrů na šířku.

## Zisk bodů – pravidla
Existují tři základní způsoby, jak dosáhnout bodů. Prvním (nejčastějším) způsobem je koš, který hráč hodí ze střední nebo blízké vzdálenosti. Tento koš je následně ohodnocen 2 body. Druhým způsobem je koš za tři body, kterého hráč dosáhne, jestliže dá koš střelou zpoza tzv. trojkového oblouku. Posledním způsobem, jak dát koš, je tzv. trestný hod (slangově šestka), který hráč hází po faulu při střelbě. Trestný hod je za jeden bod. Je možné získat i koš s faulem, při kterém hráč po koši následně střílí jeden trestný hod.
Za osobní chybu neboli faul se označuje jakýkoliv nepovolený dotyk soupeře, držení nebo prorážení protihráče. Za technickou chybu je označeno nesportovní chování vůči soupeři nebo rozhodčímu, případně také zdržování hry. Pokud během utkání nasbírá hráč 5 osobních nebo technických chyb, musí opustit hřiště a je vystřídán jiným hráčem.
Pravidlo 24 vteřin: družstvo, které má míč, se nesmí na své polovině zdržovat déle než 8 vteřin a po překročení půlící čáry má na zakončení útoku 24 vteřin. Pokud během těchto 24 vteřin nestihne dát útočící družstvo koš, zazní zvukový signál a míč získává soupeř.

#### Historická
- BOŘICKÝ, Přemysl, ed. a ČÁP, Gustav, ed. Košíková: úřední pravidla Československé obce sokolské. V Praze: Československá obec sokolská, 1931. 47 s. Knihovna herních pravidel a řádů, sv. 2.
- HLOUŠEK, Miroslav. Jak trenovati košíkovou: (učebnice basketballu). Praha: Grafické závody Pour a spol., 1945. 61 s.
- MAREK, František Miloslav. Volleyball a basketball: [praktické pokyny: oficiální světová pravidla]. 3., dopl. vyd. Praha: Vydavatelské oddělení YMCA, 1930. 61 s. Sportovní knihovna YMKY, sv. 6.
- Oficielní pravidla pro volley-ball, basket-ball, playground-ball a hand-ball. Praha: YMCA, [1926?]. 63 s., [4] l. obr. příl. Československá sportovní knihovna, sv. 3.
- aj.

#### Zaniklé evropské klubové soutěže
- FIBA EuroCup Challenge
- Koračův pohár
- Pohár Lilianny Ronchettiové v basketbalu žen
- Saporta Cup (Pohár vítězů pohárů – PVP)
- Pohár vítězů pohárů v basketbalu žen